# Karma Chameleon
Karma Chameleon – singel zespołu Culture Club, wydany w 1983 roku.

## Ogólne informacje
Był to drugi singel z drugiego albumu Culture Club. Okazał się wielkim przebojem i obok „Do You Really Want to Hurt Me” jest to najpopularniejsza piosenka zespołu.
Na stronie B umieszczono nagranie „That’s the Way (I’m Only Trying to Help You)”.
Zarówno w Wielkiej Brytanii, jak i w Stanach Zjednoczonych, singel był numerem 1.